# Tom Wisdom
Tom Wisdom, född 18 februari 1973 i Swindon, är en brittisk skådespelare som till är känd som hjälten i Danny Patricks Hey Mr DJ (2005), Astinos i 300 (2007) och som Midnight Mark i The Boat That Rocked. Hans skådespelarkarriär började 1994.